# Augusto Tartúfoli
Augusto "Tartu" Tartúfoli (Buenos Aires, 14 de junio de 1966) es un periodista de espectáculos y deportivo argentino. Actualmente, es conductor de Pasó en América junto a la actriz Sabrina Rojas.

## Trayectoria
Sus comienzos en la carrera datan de 1992 siendo notero de programas de chimentos. Luego, en 1997 pasó a formar parte del personal de Rumores hasta 2000.
En 2003 y 2004 integró el panel de Los profesionales de siempre. Durante los años siguientes redactó artículos para diarios y escribió en blogs.
En 2006 regresó a la televisión como panelista de espectáculos en AM, Antes del Mediodía, programa de televisión que se emitió hasta fines del 2015.
En 2007 participó en el debate de Gran Hermano 2007, Gran Hermano Famosos y Gran Hermano 5. A principios de 2008 también participó en el programa Por qué no te callas...?.
Entre 2015 y 2018 participó como panelista en el ciclo Intrusos en el espectáculo por América TV.
En el 2020 fue panelista de Confrontados, el programa de  la conductora Marina Calabró, por elnueve.
En 2022 inició su participación como panelista en programas de deporte en TyC Sports. Sin embargo, a los pocos meses, fue despedido y su programa cancelado.

## Vida personal
Su madre sufrió secuestro y desaparición forzada durante la dictadura militar en el año 1977.En diciembre de 2023 apoyo la candidatura de Javier Milei aunque más tarde se retractaría y criticaría el autoritarismo del gobierno y la supuesta defensa del terrorismo de Estado por parte de la Vicepresidente de la Nación, Victoria Villarruel.

## Televisión
| Año           | Programa                     | Rol       | Canal      |
| ------------- | ---------------------------- | --------- | ---------- |
| 1997          | Rumores                      | Panelista | ATC        |
| 1998-2000     | Rumores                      | Panelista | América TV |
| 2003-2004     | Los profesionales de siempre | Panelista | elnueve    |
| 2006-2014     | AM, antes del mediodía       | Panelista | Telefe     |
| 2007          | Gran Hermano                 | Panelista | Telefe     |
| 2007-2008     | Por qué no te callas...?     | Panelista | Telefe     |
| 2011-2012     | Gran Hermano                 | Panelista | Telefe     |
| 2015-2018     | Intrusos                     | Panelista | América TV |
| 2015-2016     | Gran Hermano                 | Panelista | América TV |
| 2018-2019     | Chismoses                    | Conductor | Net TV     |
| 2020          | Confrontados                 | Panelista | elnueve    |
| 2022-2024     | A la tarde                   | Panelista | América TV |
| 2022          | TyC Sports                   | Panelista | TyC Sports |
| 2024-presente | Pasó en América              | Conductor | América TV |